# Codificació estereoscòpica
Per a la producció d'un vídeo estereoscòpic ens cal obtenir dues seqüències o parell d'imatges diferents, destinades per l'ull esquerre i dret respectivament. Les dues tindran característiques similars.
L'estereoscòpia és la capacitat humana per percebre dues imatges al mateix temps, una en cada ull, les quals es combinen en el cervell i ens proporcionen la sensació de relleu, adquirint una idea de distància, mida o magnitud dels objectes que podem percebre.
Aquest fenomen és degut a la disparitat binocular, que és la lleugera diferència entre els dos punts de vista proporcionats pels dos ulls.
Un parell de seqüències d'imatges estereoscòpiques, gravat amb una diferència en l'angle de visió, permet a l'observador la percepció de l'escena amb tres dimensions (3D), mitjançant l'exposició a cada ull la imatge de la seqüència corresponent. Això crea una sensació de 3D.
Des de sempre l'ésser humà ha intentat reproduir les seves adquisicions de la manera més semblant possible a la realitat.
Per poder transmetre tota la informació adquirida des de qualsevol medi, és necessari codificar la informació per poder aconseguir una transmissió més ràpida i una mida menor. Per aquesta raó podem definir la codificació estereoscòpica com una tècnica de compressió capaç de guardar les gravació de la informació visual en tres dimensions, per crear una il·lusió de profunditat a la imatge.
Un dels paràmetres més importants en l'estudi de la codificació estereoscòpica és la disparitat binocular. Gràcies al fet que el nostre sistema visual humà assigna a diferents coordenades el mateix punt de l'objecte per a cada ull.

## Necessitats
Actualment dos desenvolupaments tecnològics recents han provocat la necessitat de desenvolupar nous sistemes de reproducció de la compressió de vídeo:
- Els avanços amb la reproducció sense ulleres d'imatges 3D.
- Aconseguir crear una pantalla 3D que no es limiten a un sol usuari, sinó a múltiples espectadors alhora.

## Codificació Actual
Atès que l'amplada de banda necessària per transmetre el flux d'imatges estereoscòpiques és gran, les tècniques de codificació han de ser eficients per poder reduir la taxa de dades.
Les tècniques que s'han d'utilitzar amb la codificació estereoscòpica són molt similars a les utilitzades en la compressió d'imatges o vídeo, fent ús de la redundància espacial o temporal.
La solució més senzilla per a la compressió dels dos canals és usant un codi independent per a cada imatge o vídeo amb els estàndards de compressió existents, aquesta tècnica s'anomena Simulcast.
A causa de la similitud entre les imatges estèreo, molts dels conceptes i tècniques utilitzats per a la codificació de vídeo són aplicables a la codificació estèreo. Amb la predicció i l'estimació de moviment s'incrementa el guany de codificació, perquè les imatges consecutives en una seqüència de vídeo tendeixen a ser similars. En general, l'estimació de la disparitat és similar a l'estimació del moviment en el sentit que tots dos es fan servir per explotar la similitud entre dos (o més) imatges per tal de reduir la taxa de bits.

## Formats Actuals
Els següents formats són solucions transitòries per poder tenir aplicacions 3D, però actualment encara no està establert un format específic de codificació estereoscòpica o 3D.

### Simulcast
És la manera més senzilla de representar el vídeo estéro. A través de la transmissió simultània, es codifica per cada canal, independent de l'altre. És una codificació de molt baixa complexitat, ja que codifica cada canal sense tenir en compte els altres; per aquesta raó el cost computacional és mínim però l'amplada de banda necessària de transmissió és molt gran. A més a més, hi ha una manca d'informació addicional per poder donar suport a la prestació dels punts de vista addicionals.

### Estero entrellaçat
En aquesta codificació el que inclou és que les imatges de dreta i esquerra són codificades utilitzant quadres o camps de l'un i de l'altre, d'aquesta manera utilitzaríem la multiplexació espacial, fent que els camps o quadres de la dreta i l'esquerra s'intercalin en la dimensió vertical, però no en l'horitzontal, ja que és important mantenir el marc de la imatge. El principal problema és que perdríem la resolució espacial. Aplicat als dispositius podríem dir que no seria possible descodificar-ho en dispositius 2D i 3D alhora.

### 2D més profunditat
És el format de codificació que inclou la "profunditat".
El principal avantatge és que és compatible amb els dispositius de vídeo 2D, també cal destacar que el format funciona tant en H.264/MPEG-4 AVC i MPEG-2.
L'inconvenient és que la profunditat que pot tenir és limitada, ja que no controla directament les oclusions.

### MVC (Multi-view video coding)
La codificació de vídeo MVC proporciona una manera més eficient de codificació estèreo i vídeo multi-vista, aprofitant la similitud entre els diferents canals. És l'extensió de la norma AVC.
En un principi fou dissenyat per ser el codificador de ideode vvisióauto-estereoscòpica, però això requereix un gran nombre de punts de vista, i encara que sigui més eficient que la codificació simultània(Simulcast) encara és proporcional al nombre de punts de vista.
Però per exemple en comparació a l'estèreo entrellaçat, en MVC és possible mantenir la relació completa de la imatge.

## Futur format de vídeo 3D
MPEG ha desenvolupat un conjunt de normes internacionals per recolzar serveis i dispositius 3D, incloent la codificació de vídeo i transport. Ens referim al format 3DV

### Objectius del 3DV
- Un dels objectius principals és poder reproduir-se a diferents tipus de format de relació de pantalla. Incloent també visualitzar-lo de diferents distàncies i profunditats, fet que possiblement ajudaria a evitar les molèsties de fatiga.

- Un altre objectiu és poder aconseguir diferents punts de vista d'alta qualitat, amb l'entrada de dades limitada (amb un límit de càmeres), fet que milloraria el format anterior MVC que la taxa de transmissió si que depèn del punts de vista simultanis.

- Fixar una taxa de transmissió de dades i que aquesta no variï depenent dels punts de vista que volem transmetre.
- Compatibilitat amb la resta de formats actuals utilitzats per reproducció 2D i 3D

En comparació a la resta de formats de codificació existents, el nou format 3DV té importants avantatges en la taxa de bits i amb les funcions de renderitzat 3D, sense disminuir la qualitat